# Carlos Alberto Silva
Carlos Alberto Silva (ur. 14 sierpnia 1939 w Bom Jardim de Minas, zm. 20 stycznia 2017 w Belo Horizonte) – brazylijski trener piłkarski.

## Kariera trenerska
W roli trenera Carlos Alberto Silva zadebiutował 1978 roku w Guarani FC. Już w pierwszym roku pracy zdobył jedyne w historii Guarani mistrzostwo Brazylii 1978. W latach 1980–1981 prowadził São Paulo FC, z którym zdobył wicemistrzostwo Brazylii 1981 oraz mistrzostwo stanu São Paulo – Campeonato Paulista w 1980 roku. W latach 1981–1982 prowadził Clube Atlético Mineiro, z którym zdobył mistrzostwo stanu Minas Gerais – Campeonato Mineiro w 1981 roku. W kolejnych latach trenował Santa Cruz Recife, SE Palmeiras, Sport Recife i Cruzeiro EC.
W latach 1987–1989 był selekcjonerem reprezentacji Brazylii. W roli selekcjonera zadebiutował 19 maja 1987 w zremisowanym 1-1 meczu reprezentacją Anglii podczas Stanley Rous Cup. W tym samym roku prowadził Brazylię w Copa América 1987, w której odpadła w fazie grupowej. W tym samym roku z reprezentacją olimpijską awansował na Igrzyska Olimpijskie oraz wygrał Igrzyska Panamerykańskie 1987. W 1988 roku doprowadził Brazylię do srebrnego medalu na Igrzyskach w Seulu. Ostatni raz w roli selekcjonera prowadził Brazylię 12 października 1988 w wygranym 2-1 towarzyskim meczu z reprezentacją Belgii. Bilans jego kadencji selekcjonera to 19 meczów, 12 zwycięstw, 5 remisów i 2 porażki przy bilansie bramkowym 36-15.
W 1989 roku prowadził São Paulo FC, z którym zdobył mistrzostwo stanu. Potem wyjechał na Daleki Wschód i prowadził japoński klub Yomiuri, z którym zdobył mistrzostwo Japonii w 1990 roku. W latach 1991–1992 prowadził portugalski FC Porto, z którym dwukrotnie zdobył mistrzostwo Portugalii w 1992 i 1993 roku. Kolejne lata nie były dla Silvy obfite w sukcesy, choć prowadził SC Corinthians Paulista, SE Palmeiras, hiszpański Deportivo La Coruña, Goiás EC, dwukrotnie Guarani FC, EC Bahia, Santos FC, portugalską Santa Clarę i Amérikę Belo Horizonte. Karierę trenerską zakończył Atlético Mineiro w 2005 roku.
Zmarł 20 stycznia 2017 roku.